# موتسنایش
موتسنایش (به آلمانی: Mützenich) یک شهر در آلمان است که در بیتبورگ-پروم واقع شده‌است.